# Шелковица красная
Шелкови́ца кра́сная (лат. Mórus rúbra) — небольшое листопадное дерево; вид рода Шелковица семейства Тутовые.

## Описание

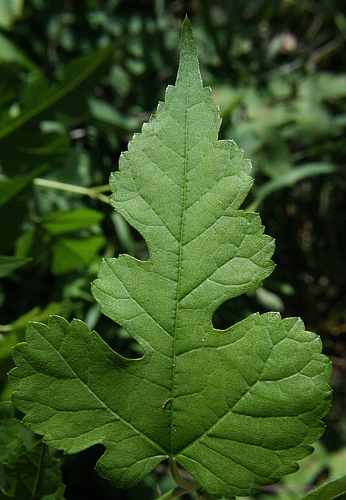
Лист растения

Шелковица красная — дерево высотой 10—15 м с сердцевидными листьями 7—14 см длиной и 6—12 см шириной.
Плод — тёмно-пурпурная многокостянка длиной 2—3 см, с виду напоминающая ежевику. Она съедобна и имеет сладкий вкус.

## Распространение и экология
Шелковица красная происходит из восточной части Северной Америки. Там она растёт от Онтарио и Вермонта до Флориды, Техаса и Южной Дакоты.